# Divergent (roman)
Divergent är den amerikanska författaren Veronica Roths debutroman som är första delen i en trilogi. Den kom ut den 25 april 2011.
Romanen har jämförts med andra ungdomsböcker som Hungerspelen och I dödens labyrint på grund av dess liknande teman och målgrupp.

## Handling
I Beatrice Priors dystopiska hemstad Chicago är samhället uppdelat i fem falanger: De ärliga, De osjälviska, De tappra, De fridfulla och De lärda. En särskild dag varje år måste alla sextonåringar välja vilken falang de vill tillhöra för resten av livet. För Beatrice står valet mellan att stanna kvar med sin familj hos De osjälviska eller att vara den hon innerst inne är.
Hon gör ett val som överraskar alla, inklusive sig själv. Och under den hårda initieringsfasen som följer, döper Beatrice om sig till Tris och tvingas utkämpa strider mot sina medkandidater för att upptas av De tappra. Bara de tio bästa släpps in, de övriga tvingas leva utanför samhället som falanglösa. Under extrema fysiska och psykiska prövningar måste Tris avgöra vilka som är hennes verkliga vänner och vad hon egentligen känner för sin mystiske instruktör, Four.
Tris bär också på en farlig hemlighet. När samhället hotas av våldsamma konflikter inser hon att den skulle kunna rädda de människor hon älskar. Om den inte förgör henne först. 

## Stil
Många recensenter uppgav att romanens skrivstil erbjuder en distinkt, kortfattad prosa som skapar en snabb läsupplevelse.

## Film
Summit Entertainment köpte filmrättigheterna till böckerna. Den första filmen, som har samma titel som den första boken, regisserades av Neil Burger och Shailene Woodley har huvudrollen som Tris Prior. Summit har också filmatisera de två följande böckerna, Insurgent och Allegiant. Första filmen släpptes den 30 april 2014. Filmen har 11-årsgräns. 